# Berberidopsidals
Les berberidopsidals (Berberidopsidales) són un ordre d'angiospermes reconegut per molt pocs taxonomistes. El sistema APG II, de 2003, només dona la possibilitat de considerar-lo un ordre, com comprenent les famílies Berberidopsidaceae i Aextoxicaceae. Tanmateix APG II decideix no fer-ho i assigna aquestes plantes al clade core eudicots. El sistema APG III de 2009 sí que formalment reconeix aquest ordre.